# Єнс Крістіан Гоструп
Єнс Крістіан Гоструп (дан. Jens Christian Hostrup; нар. 20 травня 1818, Копенгаген, Данія — пом. 21 листопада 1892, Фредеріксберґ, Столичний регіон, Данія) — данський поет, драматург і священник.

## Біографія
Єнс Крістіан Гоструп народився 20 травня 1818 року в Копенгагені. Освіту здобував у літературно-драматичному класі гімназії Метрополітен (дан. Metropolitanskolen), згодом вивчав теологію. В гімназії Гоструп познайомився з багатьма відомими данськими письменниками, зокрема з Адамом Еленшлеґером.
У 1843 році здобув ступінь кандидата теології. Після закінчення навчання Гоструп певний час був тьютором і священником.
У 1844 році написав комедію-водевіль «Сусіди» (дан. Gjenboerne). Коли Гоструп був тьютором у Коккедалі у 1844—1847 роках, він створив одноактну п'єсу «Інтриги» (дан. «Intrigerne»), водевілі «Горобець у журавлиному танці» (дан. «En Spurv I Tranedands»; 1846), «Пригода під час пішої прогулянки» (дан. «Eventyr på Fodrejsen»; 1847) тощо.
Письменник нерідко користувався псевдонімом Jens Kristrup (Christrup).

### Особисте життя
Першою дружиною письменника була Генріетта Вільгельміна Луїза Манциус (1824—1849), з якою той побрався 2 листопада 1848 року. Вона була сестрою його друга, актора Крістіана Манциуса (1819—1879).
Після смерті дружини Гоструп здійснює мандрівку до Риму у 1854 році, а після повернення став священником у Сількеборзі. У 1855 році письменник одружується знову, його обраницею стає Крістіана Джорджина Елізабет Хаух, дочка поета Йоганнеса Карстена Хауха. У подружжя народився син Хельге (1862—1949). У 1862 році Гоструп став священником у Гіллереді.

### Останні роки життя
Довгий час Гоструп нічого не писав для сцени, його пізні п'єси були вже не такими популярними, як попередні. Через хворобу у 1881 році він полишив місце священника і переїхав до Фредеріксберґа, де помер 21 листопада 1892 року.
Єнса Крістіана Гострупа поховали на Старому фредеріксберзькому цвинтарі.